# 迪特尔·M·葛瑞夫
迪特尔·M·葛瑞夫（德語：Dieter M. Gräf，1960年11月24日—），德国作家、诗人，出生于路德维希港，就读于曼海姆大学。是国际笔会德国分会的成员。